# اونیونه

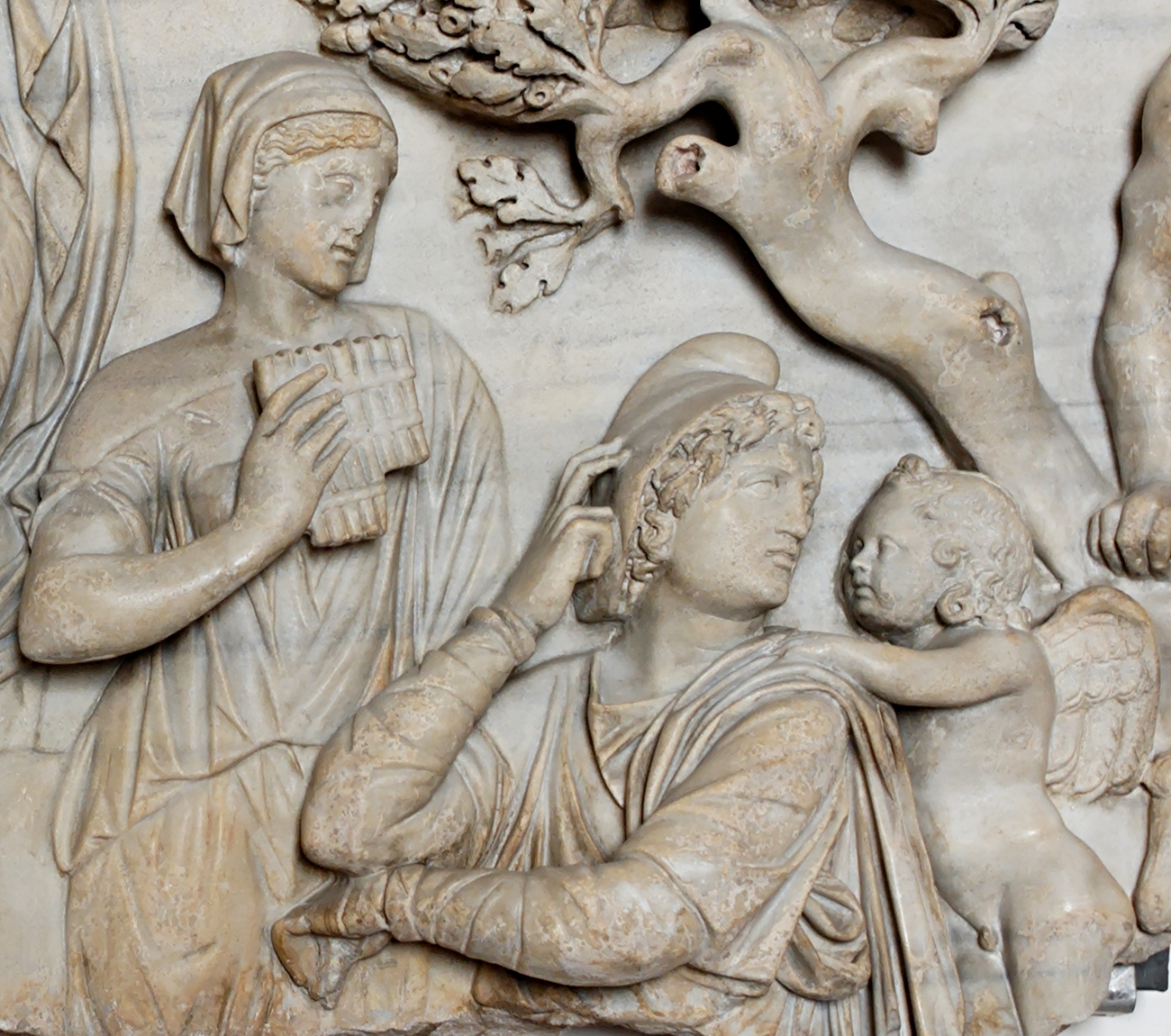
در این ریزه‌کاری اونیونه یک موسیقار در دست دارد، در کنار پاریس و اروس. موزه ملی روم، روم

اونیونه یا اوینونه (به یونانی باستان: Οἰνώνη Oinōnē به معنی بانو شراب) نام دختری است که در داستان‌های اساطیری یونان آمده‌است.
او روی کوه آیدا زندگی می‌کرد. به قدری زیبا بود که آپولون خدای آفتاب به او هدیه ای داده بود تا قبل از وقوع هر اتفاقی از آن باخبر شود. 
پاریس شاهزادهٔ تروایی که از هویت خود با خبر نبود دلبستهٔ او شد اما سپس او را رها کرد و وقتی که وارد قصر پدر شد او را فراموش کرد و در سر رؤیای وصال هلن ملکهٔ زیبای اسپارت را داشت. پدر او یا خدای رود، سبرن یا اوینئوس بود.